# Aéroport international de Dnipro
L'aéroport international de Dnipro (code IATA : DNK • code OACI : UKDD) est un aéroport international qui dessert la ville de Dnipro, en Ukraine. Il est situé à 15 km au sud du centre-ville. C'est la principale plateforme de la compagnie Dniproavia.

## Situation
| Berdiansk Oujhorod Brody Ouman Kanatove Konotop Djankoï Tchouhouïv Kryvyï Rih Donetsk Sébastopol DniproVesseloïeBaheroveHorodokChersonèseGvardeïskoïeKatchaIvano-Frankivsk Izmaïl JovtneveJytomyr Koulbakino Kharkiv · Charcovie Khmelnytskyï Kherson KrementchoukKiev/Kyïv · Jouliany Kiev/Kyïv · Boryspil Kryvyï Rih Kolomya Loutsk Louhansk LvivMarioupol Mykolaïv Myrhorod Nijyn Odessa Poltava Rivne Sambir Simferopol Starokostiantyniv Tchernivtsi Vinnytsia Zaporijjia |

L'aéroport est complètement détruit par une frappe de missiles affirme Valentin Reznitchenko, gouverneur régional le 10 avril 2022.

## Statistiques
Pour des raisons techniques, il est temporairement impossible d'afficher le graphique qui aurait dû être présenté ici.

Voir la requête brute et les sources sur Wikidata.

## Compagnies et destinations
| Compagnies                     | Destinations                                                    |
| ------------------------------ | --------------------------------------------------------------- |
| Austrian Airlines              | Vienne-Schwechat                                                |
| Motor Sich Airlines            | Minsk                                                           |
| Ellinair                       | En saison : Thessalonique-Makedonía                             |
| Ukraine International Airlines | Kiev-Boryspil, Tel Aviv - Ben Gourion                           |
| Windrose Airlines              | Ivano-Frankivsk, Kiev-Boryspil En saison Charter : Bodrum-Milas |